# Saint-Priest (Creuse)
Saint-Priest é uma comuna francesa na região administrativa da Nova Aquitânia, no departamento de Creuse. Estende-se por uma área de 22,34 km². Em 2010 a comuna tinha 161 habitantes (densidade: 7,2 hab./km²).